# Hayle İbrahimov
Hayle İbrahimov (ur. 18 stycznia 1990 jako Haile Desta Hagos) – pochodzący z Etiopii lekkoatleta, reprezentujący od 2009 roku Azerbejdżan, który specjalizuje się w biegu na 5000 m.
W 2009 wywalczył dwa złota na mistrzostwach Europy juniorów. Zdobył brąz podczas mistrzostw Europy w Barcelonie w 2010.

## Największe osiągnięcia
| Rok  | Rodzaj zawodów                         | Miasto    | Konkurencja | Miejsce    | Wynik    |
| ---- | -------------------------------------- | --------- | ----------- | ---------- | -------- |
| 2009 | Mistrzostwa Europy juniorów            | Nowy Sad  | 5000 m      | 1.         | 14:01,19 |
| 2009 | Mistrzostwa Europy juniorów            | Nowy Sad  | 10 000 m    | 1.         | 30:06,64 |
| 2010 | Halowe mistrzostwa świata              | Doha      | 3000 m      | eliminacje | 8:05,43  |
| 2010 | III liga drużynowych mistrzostw Europy | Marsa     | 1500 m      | 2.         | 3:49,59  |
| 2010 | III liga drużynowych mistrzostw Europy | Marsa     | 3000 m      | 1.         | 8:11,70  |
| 2010 | Mistrzostwa Europy                     | Barcelona | 5000 m      | 3.         | 13:34,15 |
| 2011 | Halowe mistrzostwa Europy              | Paryż     | 3000 m      | 2.         | 7:53,23  |
| 2012 | Halowe mistrzostwa świata              | Stambuł   | 3000 m      | eliminacje | 7:57,79  |
| 2012 | Igrzyska olimpijskie                   | Londyn    | 5000 m      | 9.         | 13:45,37 |
| 2013 | Halowe mistrzostwa Europy              | Göteborg  | 3000 m      | 1.         | 7:49,74  |
| 2013 | Uniwersjada                            | Kazań     | 5000 m      | 1.         | 13:35,89 |
| 2013 | Igrzyska solidarności islamskiej       | Palembang | 5000 m      | 1.         | 14:03,12 |
| 2014 | Halowe mistrzostwa świata              | Sopot     | 3000 m      | 6.         | 7:56,37  |
| 2014 | Mistrzostwa Europy                     | Zurych    | 5000 m      | 2.         | 14:08,32 |
| 2014 | Puchar interkontynentalny              | Marrakesz | 3000 m      | 2.         | 7:53,14  |
| 2015 | Uniwersjada                            | Gwangju   | 5000 m      | 1.         | 13:44,28 |
| 2016 | Mistrzostwa Europy                     | Amsterdam | 5000 m      | 6.         | 13:42,20 |
| 2017 | Halowe mistrzostwa Europy              | Belgrad   | 3000 m      | 4.         | 8:03,19  |

## Rekordy życiowe
- bieg na 1500 metrów – 3:45,00 (2009)
- bieg na 3000 metrów (stadion) – 7:34,57 (2013); rekord Azerbejdżanu
- bieg na 3000 metrów (hala) – 7:39,59 (2013) rekord Azerbejdżanu
- bieg na 5000 metrów – 13:11,34 (2012); rekord Azerbejdżanu
- bieg na 10 000 metrów – 30:03,37 (2011)